# Drepanopterus
Genre
Drepanopterus est un genre fossile d'Eurypterides de la famille des Drepanopteridae (super-famille des Hibbertopteroidea). 

## Présentation
Il existe actuellement trois espèces attribuées au genre Drepanoterus. Historiquement, le genre a compté jusqu'à neuf espèces : cinq d'entre elles se sont depuis avérées être des synonymes d'espèces déjà décrites, ou ont été attribuées à d'autres genres, ou ont vu leurs descriptions révoquées car basées sur des fossiles trop fragmentaires. Ainsi, il a été prouvé que l'holotype de l'une de ces espèces était en fait un fragment de roche.
Drepanopterus pentlandicus, l'holotype du genre, a été décrit pour la première fois en 1892 par le paléontologue écossais Malcolm Laurie (d) (1866-1932) sur la base de fossiles issus de dépôts du Silurien des Pentland Hills en Écosse. La seule autre espèce entièrement décrite et valide est Drepanopterus abonensis, découverte dans des dépôts du Dévonien supérieur de Portishead, dans le Somerset. La relation exacte entre Drepanopterus et les autres Euryptérides a été longtemps incertaine, mais il est maintenant clair qu'il s'agit d'un Hibbertoptéroïde primitif, un parent ancestral du genre Hibbertopterus apparu au Carbonifère.

## Description

Comparaison de taille des trois espèces de Drepanopterus.

Drepanopterus se caractérise par sa taille que l'on peut qualifier d’« assez grande », et des yeux composés positionnés le long d'axes parallèles sur un prosome (tête) de forme subrectangulaire à subovale. Toutes ses pattes sont locomotrices ; les trois premières paires sont courtes, puissantes et pourvues d'épines ; les deux dernières paires sont moyennement longues, et se terminent par une griffe terminale fortement recourbée. La dernière patte atteint l'avant-dernier segment abdominal. La forme du telson varie de styliforme (en forme de stylet) à claviforme (en forme de massue). On date le genre Drepanopterus du Silurien au Dévonien supérieur.
Bien que classé comme membre le plus basal des Drepanopteridae, Drepanopterus partage aussi certains caractères avec les Kokomoptéroïdes (comme un telson claviforme). Drepanopterus possède également certains caractères que l'on ne retrouve que chez les Mycteropidae : l'appendice IV n'est pas utilisé pour la capture de nourriture et les coxas sont grandes, comme chez Megarachne. L'appendice III possède également quelques épines coniques de type Hughmilleria ce qui suggère que Drepanopterus chassait des proies invertébrées ou vertébrées plus grosses que celles chassées par les parents qui lui ont succédé.

## Liste des espèces
Le genre Drepanopterus compte trois espèces valides. Plusieurs autres espèces historiquement attribuées à Drepanopterus, ont par la suite été classées en dehors du genre. Les espèces actuellement considérées comme valides sont :
- †Drepanopterus abonensis Simpson, 1951 — Dévonien, Angleterre
- †Drepanopterus odontospathus Lamsdell, 2012 — Dévonien, Canada
- †Drepanopterus pentlandicus Laurie, 1892 - Silurien, Écosse

Les espèces non valides ou qui ont été réaffectées sont répertoriées ci-dessous :
- †"Drepanopterus" bembycoïdes Laurie, 1899 - Silurien, Écosse. Un membre basal du sous-ordre des Eurypterina[4]. Synonyme potentiel de Nanahughmilleria conica[6].
- †"Drepanopterus" lobatus Laurie, 1899 - Silurien, Écosse. Reconnu comme dimorphe sexuel de "D." bembycoïdes, car en tout point identique à l'exception des épimères lobés[6].
- †"Drepanopterus" longicaudatus Clarke et Ruedemann, 1912 - Silurien, États-Unis. Synonyme de Kokomopterus[6].
- †"Drepanopterus" nodosus Kjellesvig-Waering et Leutze, 1966 — Silurien, États-Unis. Holotype et paratype non diagnostiqués, membre basal du sous-ordre des Eurypterina[6].
- †"Drepanopterus" ruedemanni O'Connell, 1916 - Ordovicien, États-Unis. Un claste lithique (fragment de roche)[6].
- †"Drepanopterus" struvei O'Connell, 1916 - Ordovicien, États-Unis. Synonyme de Vinetopterus[6].

## Publication originale
- (en) Malcolm Laurie, « On Some Eurypterid Remains from the Upper Silurian Rocks of the Pentland Hills », Transactions of the Royal Society of Edinburgh, Royal Society of Edinburgh, vol. 37, no 1,‎ 1892, p. 151-162 (ISSN 0080-4568 et 2053-5945, OCLC 1360929, lire en ligne).